# M 27 (Ukraine)
Die M 27 ist eine Fernstraße „internationaler Bedeutung“ in der Ukraine. Sie führt von Odessa nach Tschornomorsk. Die nur 14 km lange Straße ist von Bedeutung, weil sie mit Tschornomorsk einen der wichtigsten ukrainischen Häfen an das nationale Fernstraßennetz anbindet.
Bis zum 1. Januar 2013 trug sie die Bezeichnung N 04, wurde dann aber per Gesetz zu einer Fernstraße von internationaler Bedeutung heraufgestuft.

## Verlauf
| 0 km  | Odessa        |
|       | Oleksandriwka |
| 14 km | Tschornomorsk |